# Cantón de Châtellerault-Sur
El cantón de Châtellerault-Sur era una división administrativa francesa, que estaba situada en el departamento de Vienne y la región de Poitou-Charentes.

## Composición
El cantón estaba formado por dos comunas, más una fracción de la comuna que le daba su nombre:
- Châtellerault (fracción)
- Naintré
- Senillé

## Supresión del cantón de Châtellerault-Sur
En aplicación del Decreto nº 2014-264 de 27 de febrero de 2014, el cantón de Châtellerault-Sur fue suprimido el 22 de marzo de 2015 y sus 3 comunas pasaron a formar parte; una del nuevo cantón de Châtellerault-1, una del nuevo cantón de Châtellerault-3 y la fracción de la comuna que le daba su nombre se unió con las demás fracciones para que, por medio de una reestructuración cantonal, fueran creados los nuevos cantones de Châtellerault-1, Châtellerault-2 y Châtellerault-3.